# Ellie Goulding
Elena Jane Goulding (Hereford, 30 december 1986), beter bekend als Ellie Goulding, is een Britse singer-songwriter en gitariste. Ze verwierf bekendheid door haar eerste plaats in een door de BBC samengestelde lijst van de meest veelbelovende artiesten, BBC Sound of 2010. Daarnaast won ze in 2010 de Critics Choice Award bij de Brit Awards. Nadat ze in 2009 een platencontract bij Polydor had getekend, verscheen An Introduction to Ellie Goulding, haar eerste ep. Op 1 maart 2010 verscheen haar debuutalbum, getiteld Lights.

## Biografie

### Jeugd
Goulding werd geboren in Hereford en volgde lessen aan het Lady Hawkins' High School te Kington, in Herefordshire. Daarna ging ze naar het Hereford Sixth Form College om vervolgens drama te studeren aan de Universiteit van Kent. Aldaar werd haar geadviseerd een jaar vrijaf te nemen om haar talent te ontplooien.
Op 22 september 2009 tekende Goulding een platencontract bij Polydor Records. Haar eerste single, Under the Sheets, werd echter uitgegeven door het onafhankelijke platenlabel Neon Gold Records om niet te veel druk op Goulding te leggen. De volgende maand verzorgde ze in het Verenigd Koninkrijk het voorprogramma voor de electropopzangeres Little Boots en op 30 oktober 2009 trad ze in het televisieprogramma Later with Jools Holland op met de nummers Under the Sheets en Guns and Horses.

### 2010-2011: Lights en Bright Lights
Op 22 februari 2010 verscheen haar tweede single, getiteld Starry Eyed. Dit nummer werd gebruikt als filmmuziek in de komedie Kick-Ass. Haar debuutalbum werd op 1 maart 2010 uitgebracht door Polydor. Het album werd grotendeels geproduceerd door Starsmith. Het album bereikte de hoogste positie in de Britse hitlijsten. Op 17 mei 2010 werd haar derde single, Guns and Horses, uitgebracht. In mei en juni van datzelfde jaar verzorgde Goulding het voorprogramma van de Amerikaanse zanger John Mayer.
In 2011 zong ze samen met rapper Tinie Tempah op de single Wonderman, die op 6 maart dat jaar werd uitgebracht.

### 2012-2014: Halcyon & Halcyon Days
Haar tweede studioalbum, getiteld Halcyon, kwam uit op 8 oktober 2012. Het album is geproduceerd door Jim Elliot en werd op 21 augustus 2012 voorafgegaan door de single Anything Could Happen, waarvan de uitgave aanvankelijk gepland stond voor 30 september. Dit nummer haalde plaats vijf in de UK Singles Chart.
Love Me like You Do is een nummer uit 2015. Het is de soundtrack van de film Fifty Shades of Grey. Het nummer werd een wereldwijde hit. In het Verenigd Koninkrijk, en in veel andere landen, werd het een nummer 1-hit. In de Amerikaanse Billboard Hot 100 haalde het de derde positie, en in zowel de Nederlandse Top 40 als de Vlaamse Ultratop 50 werd een tweede positie gehaald.

### 2015-2018: Delirium

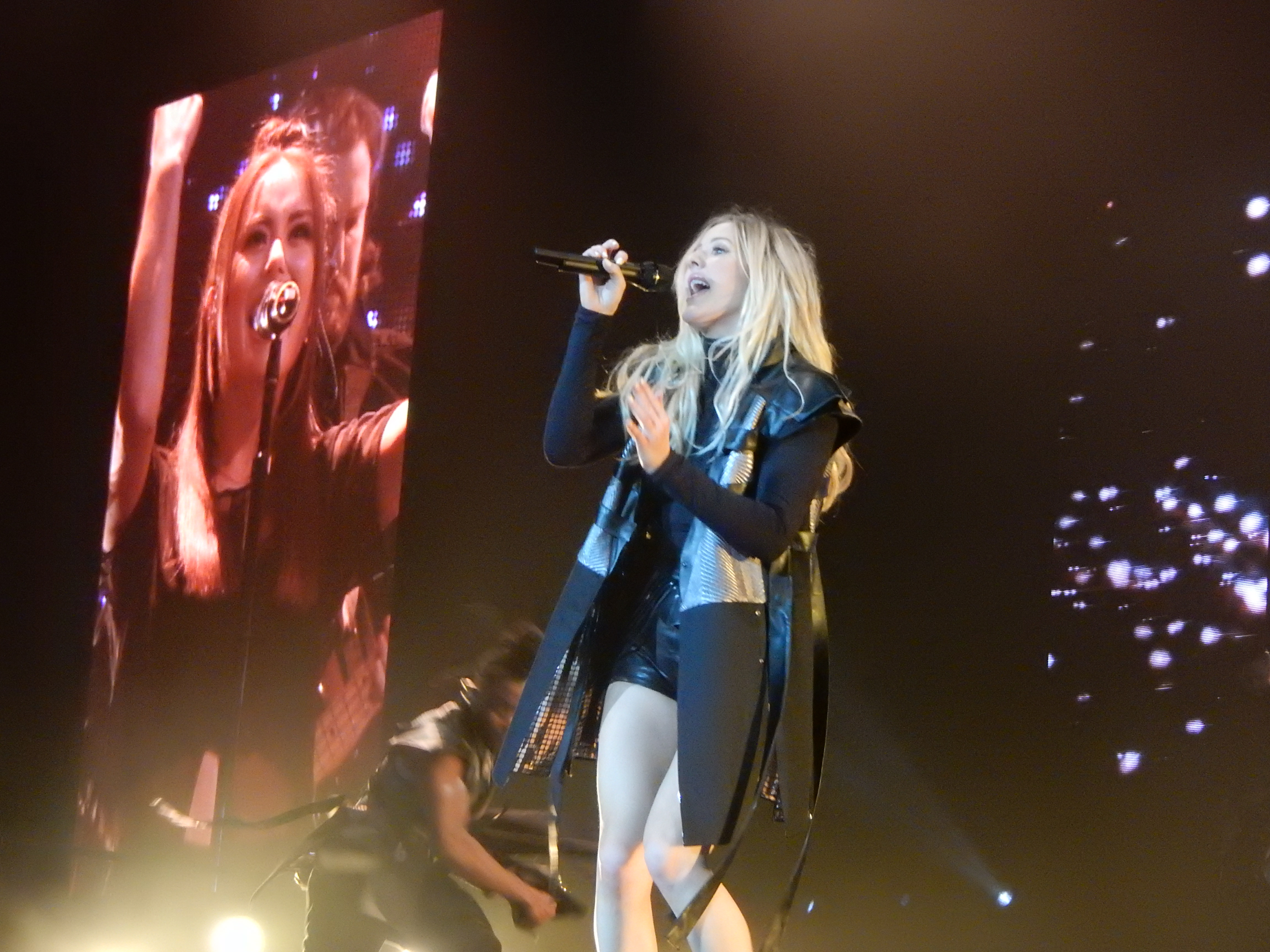
Goulding tijdens een optreden in The O2 Arena in 2016

In november 2015 bracht Goulding haar derde studioalbum uit Delirium. De single On My Mind werd de eerste single van het album en haalde de top 10 in verschillende landen, zoals België, Duitsland, Nederland en Australië. Later verschenen nog Army en Something in the Way You Move. Voor die laatste nam Goulding haar videoclip op in het Antwerps Sportpaleis tijdens de Delirium World Tour. 
In 2016 verscheen nog de single Still Falling for You. De single werd de soundtrack van de film Bridget Jones's Baby en viel in Europa een gematigd succes ten deel. Ook werkte de zangeres dat jaar samen met Noorse producer Kygo voor de single First Time en Jamaicaanse rapper Sean Paul voor zijn ep.

### 2019-heden - Brightest Blue
Na een lange break verscheen er in oktober 2018 een nieuwe single Close to Me, een samenwerking met Swae Lee en Diplo. In 2019 verschenen er nog twee singles, getiteld Flux en Sixteen. In 2020 verscheen haar vierde studioalbum onder de titel Brightest Blue.

### 2022-heden - Higher Than Heaven
Na een onderbreking van twee jaar verscheen de eerste single van haar vijfde studioalbum Easy Lover met Big Sean. Met deze single had ze minder succes. In oktober kwam haar tweede single van het album uit, getiteld Let It Die.

## Discografie

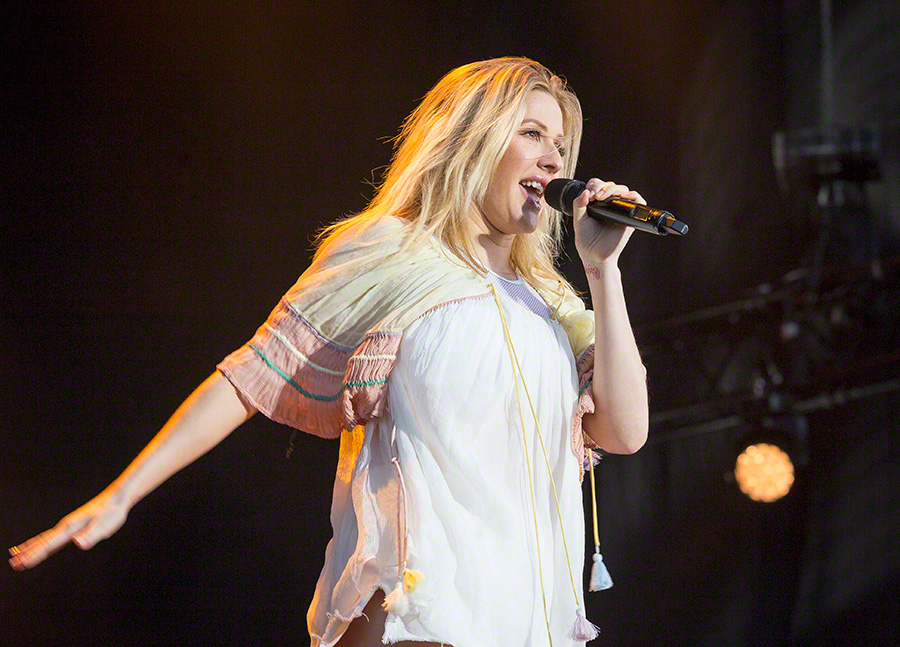
Ellie Goulding (2016)

### Albums
| Album met eventuele hitnotering(en) in de Nederlandse Album Top 100 | Datum van verschijnen | Datum van binnenkomst | Hoogste positie | Aantal weken | Opmerkingen |
| ------------------------------------------------------------------- | --------------------- | --------------------- | --------------- | ------------ | ----------- |
| Halcyon                                                             | 2012                  | 20-10-2012            | 33              | 11           |             |
| Delirium                                                            | 2015                  | 14-11-2015            | 11              | 20           |             |

| Album met hitnotering(en) in de Vlaamse Ultratop 200 albums | Datum van verschijnen | Datum van binnenkomst | Hoogste positie | Aantal weken | Opmerkingen |
| ----------------------------------------------------------- | --------------------- | --------------------- | --------------- | ------------ | ----------- |
| Lights                                                      | 2010                  | 04-09-2010            | 54              | 1            |             |
| Halcyon                                                     | 2012                  | 13-10-2012            | 14              | 78           |             |
| Bright lights                                               | 2012                  | 01-12-2012            | 179             | 2            |             |
| Delirium                                                    | 2015                  | 14-11-2015            | 1               | 29           |             |

### Singles
| Single met eventuele hitnotering(en) in de Nederlandse Top 40 | Datum van verschijnen | Datum van binnenkomst | Hoogste positie | Aantal weken | Opmerkingen                                                                             |
| ------------------------------------------------------------- | --------------------- | --------------------- | --------------- | ------------ | --------------------------------------------------------------------------------------- |
| Starry Eyed                                                   | 29-03-2010            | 10-04-2010            | tip15           | -            |                                                                                         |
| Lights                                                        | 16-05-2011            | 24-11-2012            | 33              | 4            | Nr. 58 in de Single Top 100                                                             |
| I Need Your Love                                              | 11-03-2013            | 18-05-2013            | 29              | 7            | met Calvin Harris / Nr. 33 in de Single Top 100                                         |
| Burn                                                          | 05-07-2013            | 07-09-2013            | 7               | 14           | Nr. 12 in de Single Top 100 / Alarmschijf                                               |
| How Long Will I Love You?                                     | 2013                  | 07-12-2013            | tip9            | -            |                                                                                         |
| Flashlight                                                    | 2014                  | 04-10-2014            | tip18           | -            | met DJ Fresh                                                                            |
| Outside                                                       | 2014                  | 29-11-2014            | 7               | 19           | met Calvin Harris / Nr. 8 in de Single Top 100                                          |
| Love Me like You Do                                           | 2015                  | 31-01-2015            | 2               | 24           | 5x Platina / Soundtrack Fifty Shades of Grey / Nr. 2 in de Single Top 100 / Alarmschijf |
| Powerful                                                      | 2015                  | 22-08-2015            | 31              | 3            | met Major Lazer & Tarrus Riley / Nr. 70 in de Single Top 100                            |
| On My Mind                                                    | 2015                  | 03-10-2015            | 8               | 18           | Nr. 11 in de Single Top 100 / Alarmschijf                                               |
| Something in the Way You Move                                 | 2015                  | 06-02-2016            | 32              | 5            | Nr. 69 in de Single Top 100                                                             |
| Army                                                          | 2015                  | 12-03-2016            | tip4            | -            |                                                                                         |
| Still Falling for You                                         | 2016                  | 03-09-2016            | 19              | 14           | Nr. 33 in de Single Top 100 / Alarmschijf                                               |
| First Time                                                    | 2017                  | 13-05-2017            | 14              | 10           | met Kygo / Nr. 22 in de Single Top 100                                                  |
| Close to Me                                                   | 2018                  | 10-11-2018            | 9               | 17           | met Diplo & Swae Lee / Nr. 22 in de Single Top 100                                      |
| Sixteen                                                       | 2019                  | 27-04-2019            | 27              | 4            | Alarmschijf                                                                             |
| Worry About Me                                                | 2020                  | 14-03-2020            | tip21           | 3            | met Blackbear                                                                           |
| Slow Grenade                                                  | 2020                  | 04-07-2020            | tip22           | 3            | met Lauv                                                                                |
| New Love                                                      | 2021                  | 23-01-2021            | tip6*           |              | met Silk City                                                                           |
| Easy Lover                                                    | 2022                  | 15-07-2022            | tip6*           |              | met Big Sean                                                                            |
| All by Myself                                                 | 2022                  | 23-10-2022            | 19              | 13*          | met Alok & Sigala                                                                       |
| Miracle                                                       | 2022                  | 10-03-2023            | 2               | 21           | met Calvin Harris                                                                       |

| Single met hitnotering(en) in de Vlaamse Ultratop 50 | Datum van verschijnen | Datum van binnenkomst | Hoogste positie | Aantal weken | Opmerkingen                                  |
| ---------------------------------------------------- | --------------------- | --------------------- | --------------- | ------------ | -------------------------------------------- |
| Under the Sheets                                     | 30-09-2009            | 30-01-2010            | tip3            | -            |                                              |
| Starry Eyed                                          | 29-03-2010            | 24-04-2010            | tip14           | -            |                                              |
| Lights                                               | 16-05-2011            | 20-10-2012            | 10              | 21           | Goud                                         |
| Fall into the Sky                                    | 17-12-2012            | 19-01-2013            | tip63           | -            | met Zedd & Lucky Date                        |
| Anything Could Happen                                | 06-08-2012            | 23-03-2013            | 31              | 5            |                                              |
| I Need Your Love                                     | 11-03-2013            | 27-04-2013            | 8               | 21           | met Calvin Harris / Goud                     |
| Burn                                                 | 05-07-2013            | 03-08-2013            | 3               | 25           | Goud                                         |
| How Long Will I Love You?                            | 25-11-2013            | 30-11-2013            | 3               | 18           | Nr. 4 in de Radio 2 Top 30 / Goud            |
| Goodness Gracious                                    | 13-01-2014            | 15-02-2014            | tip5            | -            |                                              |
| Beating Heart                                        | 07-04-2014            | 12-04-2014            | tip2            | -            |                                              |
| Flashlight                                           | 06-10-2014            | 11-10-2014            | tip21           | -            | met DJ Fresh                                 |
| Outside                                              | 27-10-2014            | 20-12-2014            | 8               | 15           | met Calvin Harris                            |
| Love Me like You Do                                  | 19-01-2015            | 31-01-2015            | 2               | 23           | Soundtrack Fifty Shades of Grey / 2x Platina |
| Powerful                                             | 01-06-2015            | 29-08-2015            | 30              | 10           | met Major Lazer & Tarrus Riley               |
| On My Mind                                           | 21-09-2015            | 26-09-2015            | 10              | 17           | Goud                                         |
| Something in the Way You Move                        | 11-01-2016            | 30-01-2016            | 17              | 14           |                                              |
| Army                                                 | 29-01-2016            | 14-05-2016            | 41              | 3            |                                              |
| Still Falling for You                                | 19-08-2016            | 10-09-2016            | 16              | 11           |                                              |
| First Time                                           | 28-04-2017            | 06-05-2017            | tip1            | -            | met Kygo                                     |
| O Holy Night                                         | 15-12-2017            | 30-12-2017            | tip             | -            |                                              |
| Vincent                                              | 16-02-2018            | 24-02-2018            | tip             | -            |                                              |
| Close to Me                                          | 26-10-2018            | 10-11-2018            | 16              | 25           | met Diplo & Swae Lee                         |
| Mama                                                 | 08-03-2019            | 23-02-2019            | tip             | -            | met Clean Bandit                             |
| Sixteen                                              | 2019                  | 27-04-2019            | 50              | 1            |                                              |
| Hate Me                                              | 2019                  | 06-07-2019            | tip32           | -            | met Juice WRLD                               |
| Return to Love                                       | 2019                  | 19-10-2019            | tip             | -            | met Andrea Bocelli                           |
| Worry About Me                                       | 2020                  | 21-03-2020            | tip             | -            | met Blackbear                                |
| Slow Grenade                                         | 2020                  | 18-07-2020            | tip             | -            | met Lauv                                     |
| New Love                                             | 2021                  | 31-01-2021            | tip32           | -            | met Silk City                                |
| All By Myself                                        | 2022                  | 23-10-2022            | 22              | 19           | met Alok & Sigala                            |
| Miracle                                              | 2023                  | 19-03-2023            | 3               | 32           | met Calvin Harris                            |
| Hypnotized                                           | 2025                  | 01-03-2025            | 18              | 10*          | met Anyma                                    |

### NPO Radio 2 Top 2000
| Nummer met noteringen in de NPO Radio 2 Top 2000 | '15  | '16  |
| ------------------------------------------------ | ---- | ---- |
| Love Me Like You Do                              | 1967 | 1805 |

1. ↑  Een vetgedrukt getal geeft de hoogste notering aan.
2. ↑  2015 was het eerste jaar met een notering voor dit nummer.
3. ↑  Deze tabel is bijgewerkt tot en met de laatste editie (2024).